# Ladvenjak
 Ladvenjak   falu Horvátországban, Károlyváros megyében. Közigazgatásilag Károlyvároshoz tartozik.

## Fekvése
Károlyvárostól 9 km-re délre, a Dobra bal partján fekszik.

## Története
A településnek 1857-ben 449, 1910-ben 685 lakosa volt. A trianoni békeszerződésig Modrus-Fiume vármegye Vojnići járásához tartozott. 2011-ben 387-en lakták.

## Lakosság
| Lakosság változása | Lakosság változása | Lakosság változása | Lakosság változása | Lakosság változása | Lakosság változása | Lakosság változása | Lakosság változása | Lakosság változása | Lakosság változása | Lakosság változása | Lakosság változása | Lakosság változása | Lakosság változása | Lakosság változása | Lakosság változása |
| ------------------ | ------------------ | ------------------ | ------------------ | ------------------ | ------------------ | ------------------ | ------------------ | ------------------ | ------------------ | ------------------ | ------------------ | ------------------ | ------------------ | ------------------ | ------------------ |
| 1857               | 1869               | 1880               | 1890               | 1900               | 1910               | 1921               | 1931               | 1948               | 1953               | 1961               | 1971               | 1981               | 1991               | 2001               | 2011               |
| 449                | 537                | 518                | 627                | 617                | 685                | 630                | 695                | 723                | 719                | 706                | 624                | 561                | 509                | 413                | 387                |

## Nevezetességei
A Szent Vid tiszteletére szentelt plébániatemplom 1804 és 1805 között épült. Az északi fekvésű főhomlokzatot a 19. század végén restaurálták, erre utal a főbejárat feletti 1894-es bevésett évszám is. A templom keletkezésének ideje tükröződik stílusjegyeiben. A templom ugyanis II. József császár uralkodása idején épült, aki az egyházi reformok mellett bevezette a takarékosság elvét. Ez az elv tükröződik a maximálisan egyszerű épületekben, szükségtelen részletek nélkül épülő templomi épületek külső megjelenésében, az építésre redukált funkcionális belső terekben. A templomtól délkeletre, a szentély közelében, az 5467-es kataszteri számú telken, a Barilović atya által építtetett kőciszterna áll, kerek kőszegéllyel. Ugyanezen a kataszteri telken, a templomtól délkeletre található a régi plébánia épülete. A plébánia épület egy téglalap alaprajzú, földszintes ház, mely a 19. században, valószínűleg a plébániatemplom építése idején épült.